# Oribi smukłonogi
Oribi smukłonogi (Ourebia ourebi) – smukła, bardzo szybko biegająca afrykańska antylopa z rodziny wołowatych, jedyny przedstawiciel rodzaju oribi (Ourebia) Laurillard, 1842.

## Systematyka
Wyróżnia się dziewięć podgatunków oribi smukłonogiego:
- Ourebia ourebi dorcas Schwarz, 1914
- Ourebia ourebi gallarum Blaine, 1913
- oribi nadbrzeżny Ourebia ourebi haggardi (Thomas, 1895)
- Ourebia ourebi hastata (Peters, 1852)
- oribi kenijski Ourebia ourebi kenyae (Meinhertzhagen, 1905)[6]
- Ourebia ourebi montana (Cretzschmar, 1826)
- Ourebia ourebi ourebi (Zimmermann, 1783)
- Ourebia ourebi quadriscopa (C.H. Smith, 1827)
- Ourebia ourebi rutila Blaine, 1922

## Wygląd
Długość ciała 92–115 cm, długość ogona 6,5–10,5 cm, długość ucha 9,8–11 cm, długość tylnej stopy 28–30,5 cm, wysokość w kłębie 51–63,5 cm; masa ciała 7,5–17,4 kg. Ma jedwabistą sierść, duże uszy, krótki ogon i pęczek dłuższych włosów na kolanach. Ubarwiona jest żółtobrązowo lub czerwonobrązowo z białym spodem ciała i ciemnymi plamami poniżej ucha. U samców występują proste rogi, dorastające do 12,5 cm długości.

## Występowanie
Żyje w Afryce na subsaharyjskich stepach i zaroślach.

## Tryb życia
Żyje samotnie, w parach lub małych grupach. Aktywny w dzień. Jest roślinożercą.
- Długość życia: do 14 lat
- Długość ciąży: ok. 210 dni
- Liczba młodych: 1